# Eyad Al-Saifi
Eyad Al-Saifi –en árabe, إياد الصيفي– (nacido el 30 de octubre de 1977) es un deportista jordano que compitió en taekwondo. Ganó una medalla de bronce en los Juegos Asiáticos de 2002, y una medalla de bronce en el Campeonato Asiático de Taekwondo de 2002.

## Palmarés internacional
| Juegos Asiáticos    | Juegos Asiáticos      | Juegos Asiáticos  | Juegos Asiáticos |
| Año                 | Lugar                 | Medalla           | Categoría        |
| ------------------- | --------------------- | ----------------- | ---------------- |
| 2002                | Busan (Corea del Sur) | Medalla de bronce | –72 kg           |
| Campeonato Asiático |                       |                   |                  |
| Año                 | Lugar                 | Medalla           | Categoría        |
| 2002                | Amán (Jordania)       | Medalla de bronce | –72 kg           |